# Renton Football Club
Il Renton Football Club era una società calcistica scozzese con sede nella città di Renton.

## Storia

### Fondazione e partecipazioni alle coppe
Il club fu fondato nel 1872, la prima partita ufficiale venne giocata il 18 ottobre 1873 quando il Renton affrontò e sconfisse per 2 - 0 il Kilmarnock in quella che è considerata la prima partita mai disputata di Scottish Cup, la più antica competizione calcistica scozzese.
Nella seconda edizione della Scottish Cup la squadra raggiunse la finale della competizione ma venne sconfitta per 3 - 0 dal Queen's Park che già deteneva il trofeo avendo vinto l'edizione inaugurale.
Il primo titolo arrivò nel 1885, la squadra si laureò campione della coppa nazionale sconfiggendo nel replay della finale il Vale of Leven per 3 - 1. Nel corso della competizione il Renton fu artefice di due vittorie da record sconfiggendo al secondo turno l'East Stirlingshire per 10 - 2 e nel terzo il Northern per 9 - 2.
L'anno successivo la squadra arrivò nuovamente in finale ma anche questa volta venne sconfitta dal Queen's Park, per 3 - 1.
Il club partecipò anche ad una edizione della Coppa d'Inghilterra: nella FA Cup 1886-1887 arrivò sino al terzo turno, dopo aver eliminato l'Accrington e il Blackburn (al replay), subì la sconfitta per 2 - 0 ad opera del Preston North End.
Il secondo successo in Scottish Cup arrivò nella stagione 1887-1888 grazie alla larga vittoria finale per 6 - 1 nei confronti del Cambuslang.
A testimonianza della qualità della rosa della squadra si può ricordare che in occasione della partita disputata il 17 marzo 1888 contro l'Inghilterra valevole per il Torneo Interbritannico 1888 la Nazionale scozzese schierava 4 giocatori su 11 provenienti dal Renton (all'epoca non c'erano i cambi e quindi non venivano convocati sostituti): il portiere John Lindsay, i difensori James Kelly e Bob Kelso e l'attaccante James McCall.
Il 19 maggio 1888 venne organizzato presso il campo di Hampden Park a Cathkin un incontro tra il Renton, detentore della Scottish Cup, e gli inglesi del West Bromwich Albion, campioni della FA Cup, con in palio il titolo di "Champion of the United Kingdom and the World" (Campione del Regno Unito e del Mondo)
. Il match venne giocato in condizioni climatiche molto difficili tanto che i giocatori del West Bromwich proposero di rinviare la partita trovando però l'opposizione degli scozzesi. La partita venne quindi disputata davanti a circa 6.000 spettatori e sotto una vera e propria tempesta, si concluse con la vittoria del Renton per 4 - 1 che poté così fregiarsi del titolo di campioni del mondo. Il trofeo assegnato in quell'occasione è ancora conservato al museo di Hampden Park.
L'ultima finale disputata dal Renton fu quella del 20 aprile 1895 ad Ibrox Park conclusasi con la sconfitta 2 - 1 subita dal St. Bernard's di Edimburgo.

### Creazione della Scottish Football League
Nel marzo 1890 Peter Fairly, segretario del Renton Football Club, scrisse una lettera indirizzata a quattordici club calcistici scozzesi con cui chiese a ciascuno di inviare due rappresentanti presso un hotel di Glasgow per discutere dell'organizzazione di un campionato. Undici delle squadre interpellate risposero all'appello e insieme concordarono la creazione di un campionato scozzese che fosse strettamente amatoriale. Il problema dello status dei giocatori partecipanti era di primaria importanza, i club fondatori decisero che essi non dovevano essere retribuiti per giocare, tuttavia questo rendeva le squadre scozzesi meno competitive in quanto molti dei migliori calciatori si trasferirono in Inghilterra. Per quanto riguarda il Renton, qualche tempo prima della creazione del campionato scozzese tre dei migliori giocatori (John Harvie, John Campbell e David Hannah) abbandonarono il club per trasferirsi al Sunderland militante in Football League.
Il 6 agosto 1890 ebbe luogo la prima giornata di campionato, il Renton vinse 4-1 contro il Celtic davanti a circa 10.000 spettatori accorsi al Celtic Park.
Dopo sole cinque giornate di campionato il club fu bandito dalla competizione che aveva attivamente contribuito a creare, il motivo fu l'accusa di professionismo aggravata dal fatto di aver giocato un'amichevole contro gli Edinburgh Saints, ovvero il St. Bernard's, altra squadra fondatrice bandita per aver retribuito i propri giocatori.
Il club riuscì a farsi riammettere l'anno successivo e prese regolarmente parte alla Scottish Football League 1891-1892. La squadra concluse la stagione al settimo posto ma rimase comunque nella storia in quanto il 22 agosto 1891 nella partita contro il Leith Athletic il giocatore Alex Mccall segnò il primo calcio di rigore mai concesso in una competizione ufficiale.
Al termine della stagione 1893-1894, la prima dall'introduzione del professionismo, il Renton chiuse all'ultimo posto in classifica e venne retrocesso in Scottish Division Two. All'epoca la retrocessione non era automatica ma legata ad un sistema che valutava anche altri fattori (tra cui il numero di spettatori paganti) ed era decisa collegialmente dai club che formavano il campionato, tuttavia in quell'anno il Renton, oltre alle difficoltà economiche legate al fatto di essere la squadra di un piccolo villaggio, concluse un'annata molto negativa anche dal punto di vista sportivo chiudendo con soli quattro punti in diciotto partite (frutto di una vittoria, due pareggi e quindici sconfitte: la percentuale di vittorie è la terza peggiore dell'intera storia della competizione). Da questo momento in poi il club non riuscì più a tornare nel massimo livello del campionato scozzese.

### Scioglimento del club
L'avventura del Renton ad alti livelli si concluse nella stagione 1897-1898 quando, dopo sole quattro partite di campionato, il club si ritirò dalla Division Two per motivi finanziari e venne sostituito dall'Hamilton Academical che giocò le restanti partite al suo posto.
La squadra continuò a giocare nei livelli inferiori del sistema calcistico scozzese: dal 1900 al 1902 nella Dumbartonshire & District League, dal 1902 al 1906 nella Scottish Football Combination, dal 1906 al 1915 nella Scottish Football Union e dal 1915 al 1921 nella Western League.
Il club si sciolse definitivamente nel 1922.

## Colori e simboli

### Evoluzione della divisa
Di seguito viene illustrata l'evoluzione delle divise di gioco del club:

## Stadio
Il terreno casalingo della squadra era il Tontine Park di Renton, con lo scioglimento del club il campo da gioco finì in disuso, l'area venne acquistata nel 1927 dal consiglio cittadino e l'anno successivo iniziarono i lavori di costruzione che trasformarono la zona in un'area residenziale. Per molti anni nel punto in cui sorgeva il centro del vecchio impianto calcistico era visibile una placca commemorativa, tuttavia nel corso del tempo questa testimonianza del passato sportivo della città è andata persa.

## Palmarès

### Competizioni nazionali
- Coppa di Scozia: 2

1884-1885, 1887-1888

### Competizioni regionali
- Glasgow Merchants Charity Cup: 4

1885-1886, 1886-1887, 1887-1888, 1888-1889
- Dumbartonshire Cup: 4

1886-1887, 1895-1896, 1907-1908, 1908-1909, 1913-1914

### Competizioni internazionali
- Football World Championship: 1

1888

### Altri piazzamenti
- Coppa di Scozia:

Finalista: 1874-1875, 1885-1886, 1894-1895
Semifinalista: 1873-1874, 1877-1878, 1888-1889, 1891-1892, 1895-1896
- Scottish Championship:

Terzo posto:1894-1895, 1895-1896